# ماكارينا غوميز
ماكارينا غوميز (بالإسبانية: Macarena Gómez)‏ هي ممثلة إسبانية، ولدت في 2 فبراير 1978 في إسبانيا.

## وصلات خارجية
- ماكارينا غوميز على موقع IMDb (الإنجليزية)
- ماكارينا غوميز على موقع ألو سيني (الفرنسية)
- ماكارينا غوميز على موقع أول موفي (الإنجليزية)
- ماكارينا غوميز على موقع قاعدة بيانات الفيلم (الإنجليزية)
- ماكارينا غوميز على موقع كينوبويسك (الروسية)